# Jesuitenbibliothek

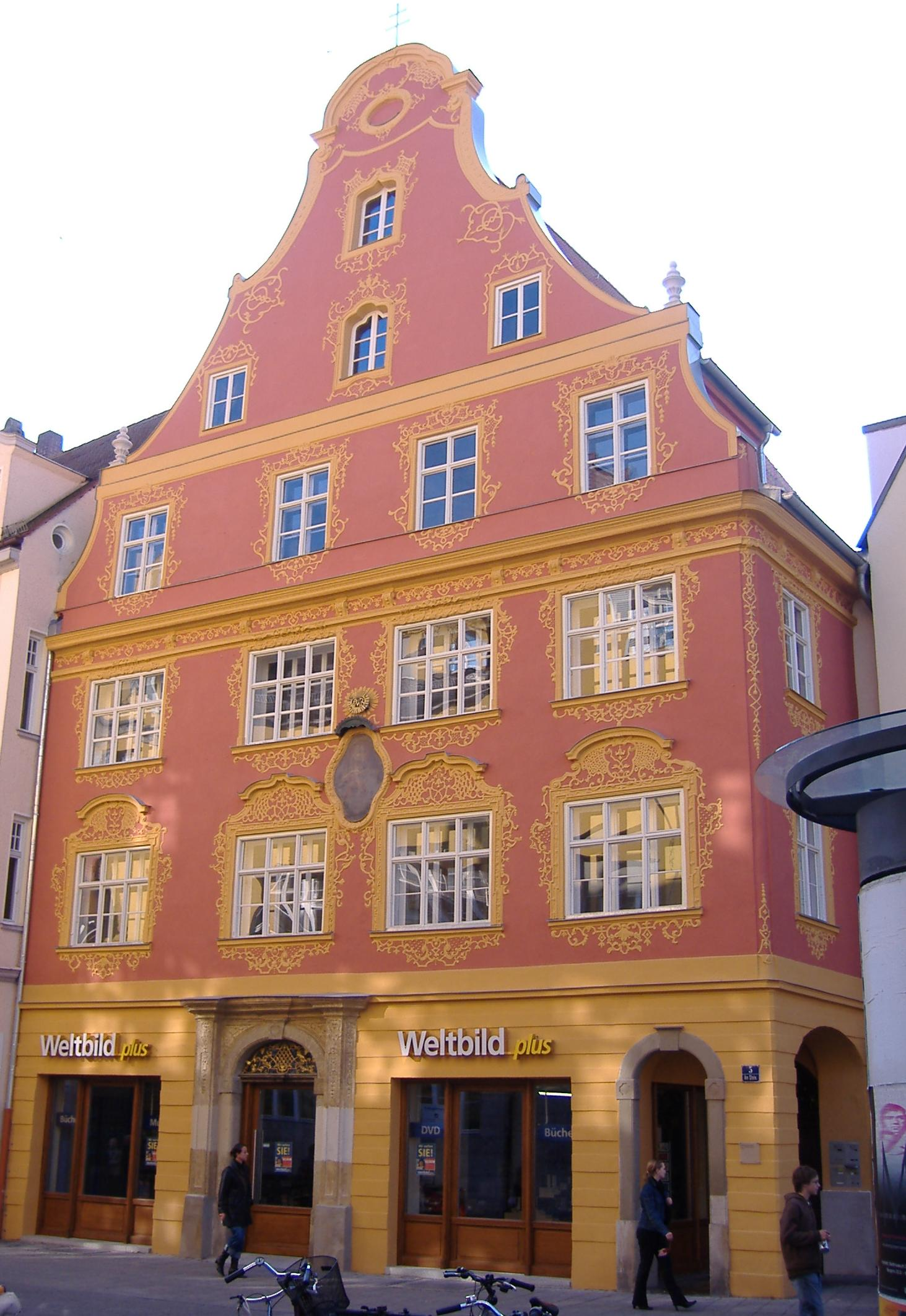
Jesuitenbibliothek

Die sogenannte Jesuitenbibliothek ist ein barockes Baudenkmal in der bayerischen Stadt Ingolstadt. Es handelt sich dabei um ein dreigeschossiges Giebelhaus mit einer Stuckfassade, die um das Jahr 1730 entstand. Die im Jahr 2005 sanierte Fassade geht vermutlich auf den Buchhändler und Verleger La Haye, Johann Andreas de II († 1735) zurück, der das Haus 1718 nach dem Tod von seinem Vater übernommen hatte, der sich um 1691 als Universitätsbuchhändler – aus Luxemburg stammend – in Ingolstadt niedergelassen hatte.
Die Bezeichnung Jesuitenbibliothek für das Gebäude beruht mutmaßlich auf dem Verlagssortiment, das vor allem theologische Publikationen der Universität Ingolstadt umfasste. Sie ist insofern irreführend, da sich in diesem Gebäude zu keinem Zeitpunkt die renommierte Bibliothek des Ingolstädter Jesuitenkollegs oder die universitäre Büchersammlung aus dem Erbe des Johann Eglof von Knöringen befunden haben.